# 河野恵
河野 恵（かわの めぐみ、1987年1月9日 - ）は、ジョイスタッフ所属のフリーアナウンサー。元山口朝日放送アナウンサー。

## 経歴
- 神奈川県横浜市出身（祖父母は山口県出身）。東京理科大学卒業後、2011年4月、山口朝日放送に入社。濱田隼平（現在:中京テレビアナウンサー）とは同期入社。
- テレビ朝日アスク出身[1]。
- 圭三プロダクション23期生。
- 入社1年目に『全国おもしろニュースグランプリ』で全国デビューを果たし、その後『朝だ!生です 旅サラダ』の中継を担当。
- 『ナニコレ珍百景』で山口県の珍木を紹介し、初のゴールデン進出を果たす。
- 2013年に退社。横浜へ戻り、フリーへ転向。

## フリー転向後
- 昼エクスプレス(日経CNBC)

## 山口朝日放送時代の担当番組
- Jチャンやまぐち天気キャスター（冨田和アナと交替で担当）
- 教えて!リカちゃん（3代目リカちゃん）
- どきどきマルシェ（メインキャスター）
- yabニュース